# Route nationale 2 (Luxembourg)
Pour les articles homonymes, voir N2 et Route nationale 2.
La route nationale 2 (luxembourgeois : Nationalstrooss 2) est une route nationale reliant Luxembourg à la frontière allemande à Remich.

## Géographie
La frontière se trouve à Remich sur la Moselle. La route descend la vallée de la Moselle.

## Tracé de la route
La route commence dans la vallée de l'Alzette à Luxembourg pour se diriger ensuite vers le cimetière militaire de Hamm. Elle continue vers la prison de Schrassig à Sandweiler. Après Erpeldange, elle descend dans la vallée de la Moselle où elle rejoint la frontière allemande à Remich. Elle est prolongée par la Bundesstraße .